# Cerro Bayo
Cerro Bayo – wulkan na granicy argentyńsko-chilijskiej. Składa się z czterech blisko położonych stratowulkanów. Najwyższy szczyt znajduje się po stronie chilijskiej, choć główny wulkan znajduje się po stronie argentyńskiej. 
Na zboczach wulkanu, po stronie argentyńskiej znajduje się ośrodek narciarski.